# Marino Ballini
Marino Ballini (Brescia, 1827 – Brescia, 2 settembre 1902) è stato un patriota e politico italiano. È stato presidente del consiglio provinciale di Brescia dal 1873 al 1874 e dal 1881 al 1882.

## Biografia

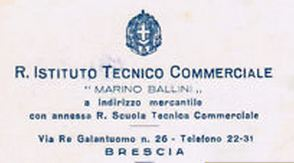
Indirizzo postale del Regio Istituto Tecnico Commerciale della città di Brescia

Nato a Brescia, al tempo nel regno Lombardo-Veneto, nel 1827. Fu studente del locale liceo ginnasio, poi si laureò in legge presso l'Università di Pavia.
Fu attivo partecipante del Risorgimento italiano: nel 1848, durante la prima guerra d'indipendenza italiana, si arruolò nei Corpi Volontari Lombardi e combatté nel Veneto e a Trento. L'anno seguente partecipò a alcune azioni nelle Dieci giornate di Brescia.
Dopo la guerra, il governo Lombardo-Veneto sospese gli insegnamenti universitari per cui Ballini, assieme a Giuseppe Zanardelli, si attivò per insegnare privatamente diritto agli studenti in attesa che si riaprissero le università di Pavia e di Padova. Negli anni cinquanta insegnò al Collegio Peroni e aprì con Zanardelli un circolo di lettura che divenne presto un centro di riunioni di patrioti.
Fu attivo anche nella seconda guerra d'indipendenza italiana: all'indomani dell'abbandono del Castello di Brescia da parte delle forze austriache collaborò a fondare il periodico «Gazzetta provinciale di Brescia», espressione della sinistra locale. Dopo la battaglia di Solferino e San Martino fu uno degli organizzatori dell'assistenza sanitaria ai feriti.
Dopo la guerra, Ballini aderì al Circolo Nazionale, associazione fondata da Francesco Cuzzetti e dall'amico Zanardelli, che coordinò le attività dei liberal progressisti bresciani negli anni sessanta e settanta dell'Ottocento. In seguito fu eletto consigliere comunale e provinciale di Brescia, in quest'ultimo caso in rappresentanza del mandamento di Preseglie, dal 1867 al 1882, e di quello di Leno, dal 1884 al 1889. Fu due volte eletto alla Presidenza del consiglio provinciale: nel 1873 e nel 1881.
Negli stessi anni proseguì l'attività di insegnante: fu docente e presidente dell'Istituto Niccolò Tartaglia e, nel 1872, contribuì a rifondare, come scuola commerciale, l'istituto Peroni che in seguito verrà municipalizzato per volontà dell'amico Teodoro Pertusati, quando questi fu assessore all'istruzione durante la Giunta Barbieri. Con lo stesso Pertusati e con Giovanni Luscia, nel 1869, Ballini aveva partecipato ai lavori della "Giunta di vigilanza sull'insegnamento industriale e professionale".
Morì il 2 settembre 1902, dopo una lunga malattia. È sepolto al Vantiniano.

## Onorificenze

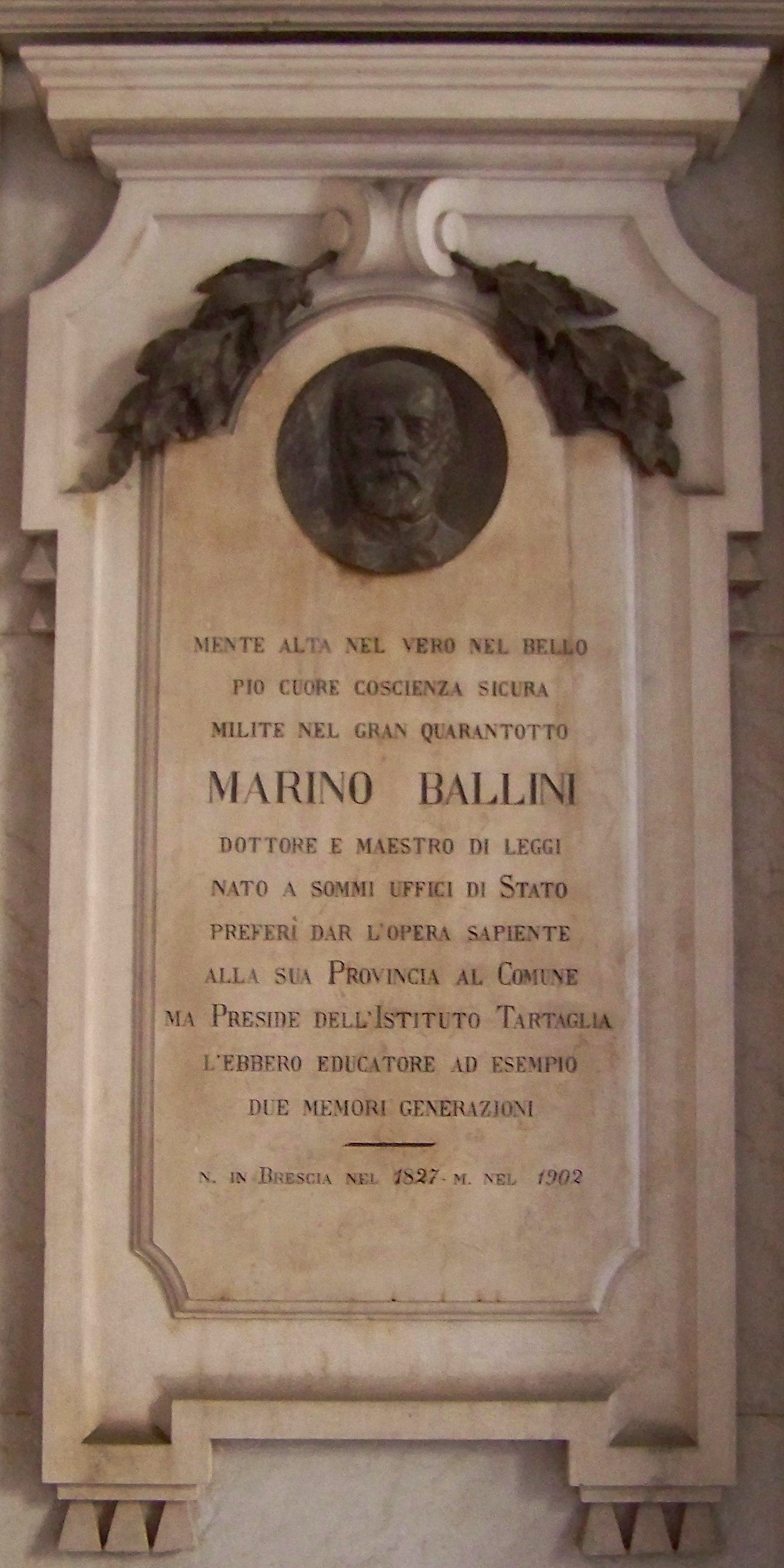
Lapide dedicata al Preside Marino Ballini

Presso la sede dell'Istituto Tecnico Tartaglia, allora a Palazzo Bargnani, è stata posta una lapide a ricordo di Marino Ballini:
PIO CUORE COSCIENZA SICURA

MILITE NEL GRAN QUARANTOTTO

MARINO BALLINI

DOTTORE E MAESTRO DI LEGGI

NATO A SOMMI UFFICI DI STATO

PREFERÌ DAR L'OPERA SAPIENTE

ALLA SUA PROVINCIA AL COMUNE

MA PRESIDE DELL'ISTITUTO TARTAGLIA

L'EBBERO EDUCATORE AD ESEMPIO

DUE MEMORI GENERAZIONI

N. IN BRESCIA NEL 1827 M. NEL 1902»